# Giuseppi Logan
Giuseppi Logan (Filadelfia, 22 de mayo de 1935-Nueva York, 17 de abril de 2020) fue un músico de jazz estadounidense que aprendió a tocar piano y batería, posteriormente aprendió a tocar  saxofón alto y tenor, clarinete bajo, flauta, piano y oboe. A los 15 años comenzó a tocar con Earl Bostic y luego estudió en el Conservatorio de Nueva Inglaterra. En 1964 se mudó a Nueva York y se vio envuelto en la escena del jazz libre.

## Biografía
Logan tocaba saxofón alto y tenor, clarinete bajo, flauta, piano y oboe paquistaní. Colaboró con Archie Shepp, Pharoah Sanders y Bill Dixon antes de formar su propio cuarteto compuesto por el pianista Don Pullen, el bajista Eddie Gómez y el percusionista Milford Graves. Después de la partida de Pullen, el pianista Dave Burrell se unió al grupo. Logan era miembro de la banda de Byard Lancaster y estuvo de gira y apareció en los discos de Patty Waters. Grabó dos álbumes para el sello discográfico ESP-Disk y luego apareció en un álbum de Roswell Rudd en el sello Impulse!. Un comunicado de prensa de 1965 de ESP-Disk indica que se planeó un tercer álbum, pero nunca se lanzó, posiblemente debido al comportamiento cada vez más errático de Logan. Se suponía que este título había sido ESP-1018, The Giuseppi Logan Chamber Ensemble in Concert, pero este número de catálogo fue finalmente asignado a un álbum por The Fugs. 
El metraje vintage de Logan comprende un cortometraje de Edward English. Las anécdotas sobre el hombre son escasas, pero las que existen ilustran su influencia sobre las personas con las que trabajó. 
Acosado con problemas personales, Logan desapareció de la escena musical a principios de la década de 1970 y durante más de tres décadas se desconocía su paradero; sin embargo, en 2008 fue filmado por un grupo misionero cristiano justo después de regresar a Nueva York después de años dentro y fuera de las instituciones en las Carolinas. Por esta misma época, la cineasta Suzannah Troy hizo el primero de muchos cortometrajes de Logan practicando en su lugar preferido, Tompkins Square Park. Posteriormente, fue objeto de una pieza importante de Pete Gershon en la edición de primavera de 2009 de Signal to Noise Magazine, que detallaba los eventos que rodearon el concierto de "regreso" de Logan en el Bowery Poetry Club en febrero de 2009.
El 6 de abril de 2009, Logan actuó, con un grupo, en el Local 269 en Nueva York como parte de la serie de rendimiento RUCMA. Más tarde ese año apareció en el cortometraje documental Water in the Boat de David Gutiérrez Camps, donde sus improvisaciones musicales formaron la banda sonora de la película.
En 2010, lanzó un disco anunciando su regreso a la música en Tompkins Square Records con Matt Lavelle, Dave Burrell, Warren Smith y Francois Grillot. En abril de 2010, este grupo realizó un concierto en Filadelfia con Dave Miller tocando para Warren Smith en el Taller Ars Nova.
En octubre de 2011, Logan grabó seis canciones con "un grupo de músicos experimentales más jóvenes"; A partir de abril de 2012, todavía vivía en Nueva York y actuaba como músico callejero. En algún momento alrededor de 2011 recibió un disparo y terminó en una casa en Far Rockaway, Queens. ref: The Devil's Horn seen on SKY Arys. 
Logan murió el 17 de abril de 2020 en un centro de enfermería en Far Rockaway, Queens, de COVID-19.

## Discografía

### Como líder
- The Giuseppi Logan Quartet (ESP, 1964)
- More (ESP, 1965)
- The Giuseppi Logan Quintet (Tompkins Square, 2010)
- The Giuseppi Logan Project (Mad King Edmund, 2011)
- ... And They Were Cool (Improvising Beings, 2013)

### Como acompañante
Con Roswell Rudd
- Everywhere (Impulse !, 1966) (también lanzado como parte de Mixed en 1998)

Con Patty Waters
- College Tour (ESP-Disk, 1966)